# Förslagsrätt
Förslagsrätt är den sammanträdestekniska termen för den rätt att lägga förslag till beslut vid ett möte eller sammanträde som en person enligt lag, stadgar eller reglemente kan ha. Förslag till beslut kallas ofta yrkanden, därför används även begreppet yrkanderätt. Förslagsrätten kan vara förenad med yttranderätt och/eller beslutsrätt, men kan också förekomma enskilt.  

## Offentliga organ
I offentliga beslutsorgan är förslagsrätten normalt reglerad i lagstiftning.

### Sveriges kommuner
I Sveriges kommuner är de förtroendevaldas (det vill säga politikernas) initiativrätt reglerad i kommunallagen, där det framgår att ledamöter av fullmäktige får väcka motioner, interpellationer och frågor, ledamöter i nämnd får väcka ärenden i nämnden och revisorer får väcka granskningsärenden i nämnd eller fullmäktigeberedning. Ersättarna har samma rättigheter, men bara när de tjänstgör. För att personer som inte är invalda i fullmäktige ska kunna väljas till kommunalråd eller regionråd finns det även en särskild paragraf om deras rätt att yttra sig och lämna förslag. Däremot är det inte tillåtet att ge andra personer förslagsrätt, även om de kan beviljas närvaro- och yttranderätt.
Det finns också skyldighet att lämna förslag. När ett ärende ska behandlas i kommunfullmäktige måste det finnas ett beslutsförslag. Om ingen nämnd eller beredning har lämnat ett förslag måste kommunstyrelsen respektive regionstyrelsen göra det innan ärendet kan behandlas.
Fullmäktige kan även besluta att medborgarna ska få lämna in medborgarförslag till kommunfullmäktige. Oavsett vad fullmäktige beslutar får medborgarna föreslå fullmäktige att folkomrösta om en viss fråga. Det krävs dock att minst 10 % av de röstberättigade i kommunen respektive regionen skriver under förslaget inom en sexmånadersperiod.

### Sveriges riksdag
I Sveriges riksdag regleras förslagsrätten i riksdagsordningen, som anger följande rättigheter att lämna förslag:
- regeringen, genom proposition, [8]
- riksdagens ledamöter, genom motioner, [9]
- riksdagens utskott, genom utskottsinitiativ, [10]
- riksdagens organ, det vill säga riksdagsstyrelsen, Riksbankens fullmäktige och direktion, Riksdagens ombudsmän och Riksrevisionen, får göra framställningar hos riksdagen i frågor som gäller deras egen organisation eller ansvarsområde,[11] samt
- riksdagens talman, bland annat att granska dokument från Europeiska unionen.[12]

## Företag
Även i företag förekommer reglering av förslagsrätten. I aktiebolagslagen anges exempelvis hur en aktieägare ska gå till väga för att lämna förslag till bolagsstämman. På samma sätt regleras medlemmars rätt att få sina förslag behandlade i lag om ekonomiska föreningar.

## Föreningar
På föreningsmöten kan regler föreligga att endast betalande medlemmar har förslagsrätt. Om det finns personer närvarande vid mötet som naturligt saknar förslagsrätt enligt stadgar, eller personer som är inbjudna att närvara som saknar förslagsrätt, kan frågan om förslagsrätt lyftas genom att inadjungera dessa och därmed tilldela dem förslagsrätt.